# Omaloplia ruricola
Omaloplia ruricola (Fabricius, 1775) è un coleottero appartenente alla famiglia degli Scarabeidi (sottofamiglia Melolonthinae).

## Descrizione

### Adulto
O. ruricola si presenta come un coleottero di piccole dimensioni, comprese tra i 6 e 7 mm di lunghezza. Presenta un corpo robusto e tozzo, dal colore nero. Sulle elitre presenta una colorazione marroncina, con un contorno nero.

### Larva
Le larve assomigliano a dei vermi bianchi dalla forma a "C". Presentano la testa e le tre paia di zampe sclerificate.

## Biologia
Gli adulti compaiono a primavera inoltrata (fine maggio). Sono di abitudini diurne (da tarda mattinata fino al primo pomeriggio) e sono soliti volare su terreni secchi e calcarei e ai margini dei boschi. La femmina depone le uova tra la vegetazione, da queste nascono le larve che si nutrono di radici di piante erbacee, arbusti e erbe. Le larve si sviluppano durante l'estate e successivamente si interrano ulteriormente per impuparsi.

## Distribuzione
O. ruricola è rinvenibile dall'Europa al Caucaso, Isole britanniche comprese. In Italia è rinvenibile ovunque, eccezion fatta per le isole.